# Vistabella del Maestrat
Vistabella del Maestrat (spanisch Vistabella del Maestrazgo) ist eine Gemeinde (municipio) in Ostspanien. Vistabella del Maestrat hat 361 Einwohner (Stand: 2024). 

## Lage
Vistabella del Maestrat liegt etwa 55 Kilometer nordnordwestlich von Castellón de la Plana und etwa 90 Kilometer nördlich von Valencia in einer Höhe von ca. 1245 m.

## Bevölkerungsentwicklung
| Jahr      | 1900 | 1950 | 1970 | 1981 | 1991 | 2001 | 2011 | 2021 |
| Einwohner | 2577 | 1994 | 1217 | 706  | 543  | 404  | 406  | 341  |

## Sehenswürdigkeiten
- Burganlage

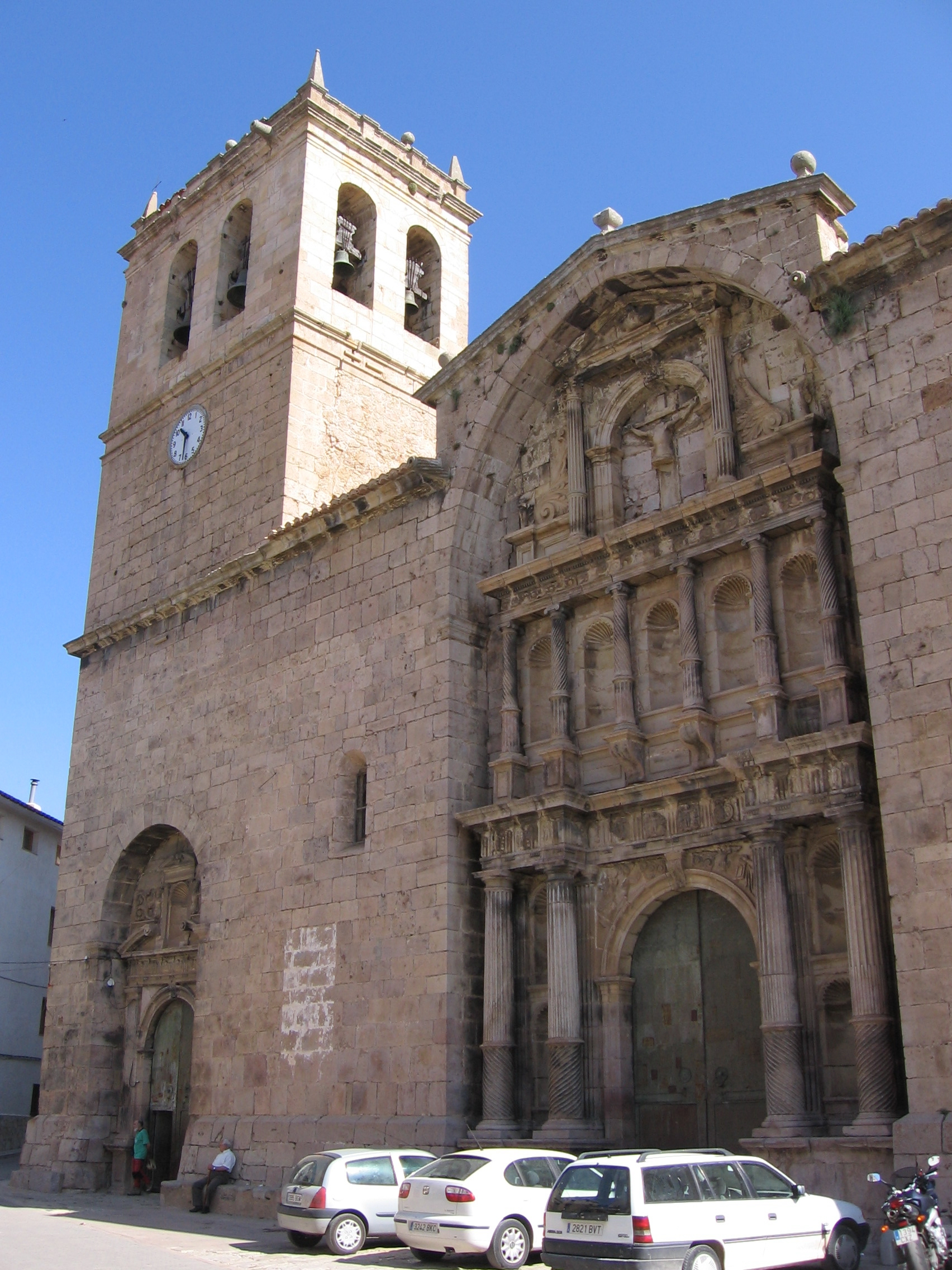
Kirche Mariä Himmelfahrt
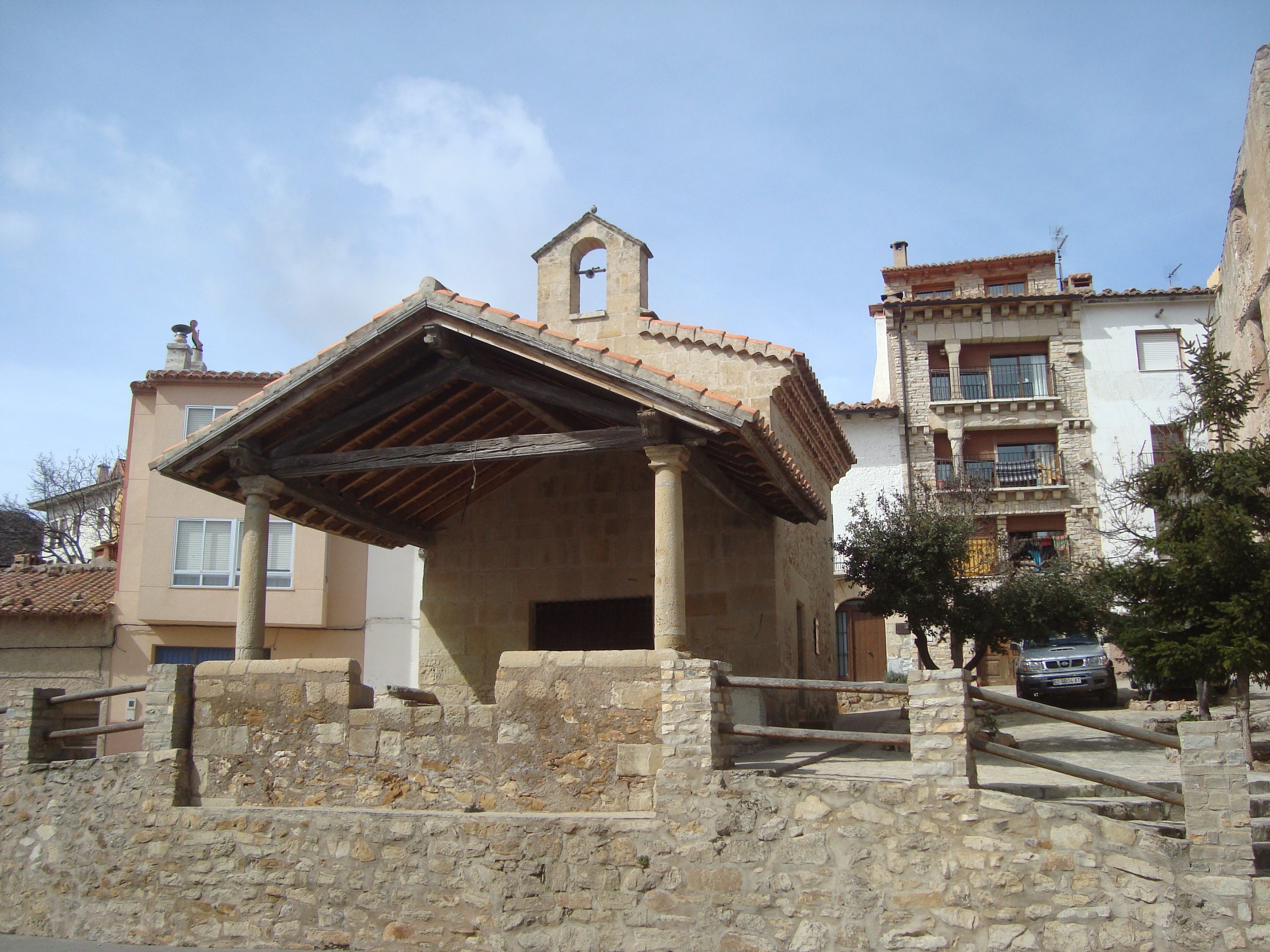
Marienkapelle
- Antoniuskapelle
- Bartholomäuskapelle
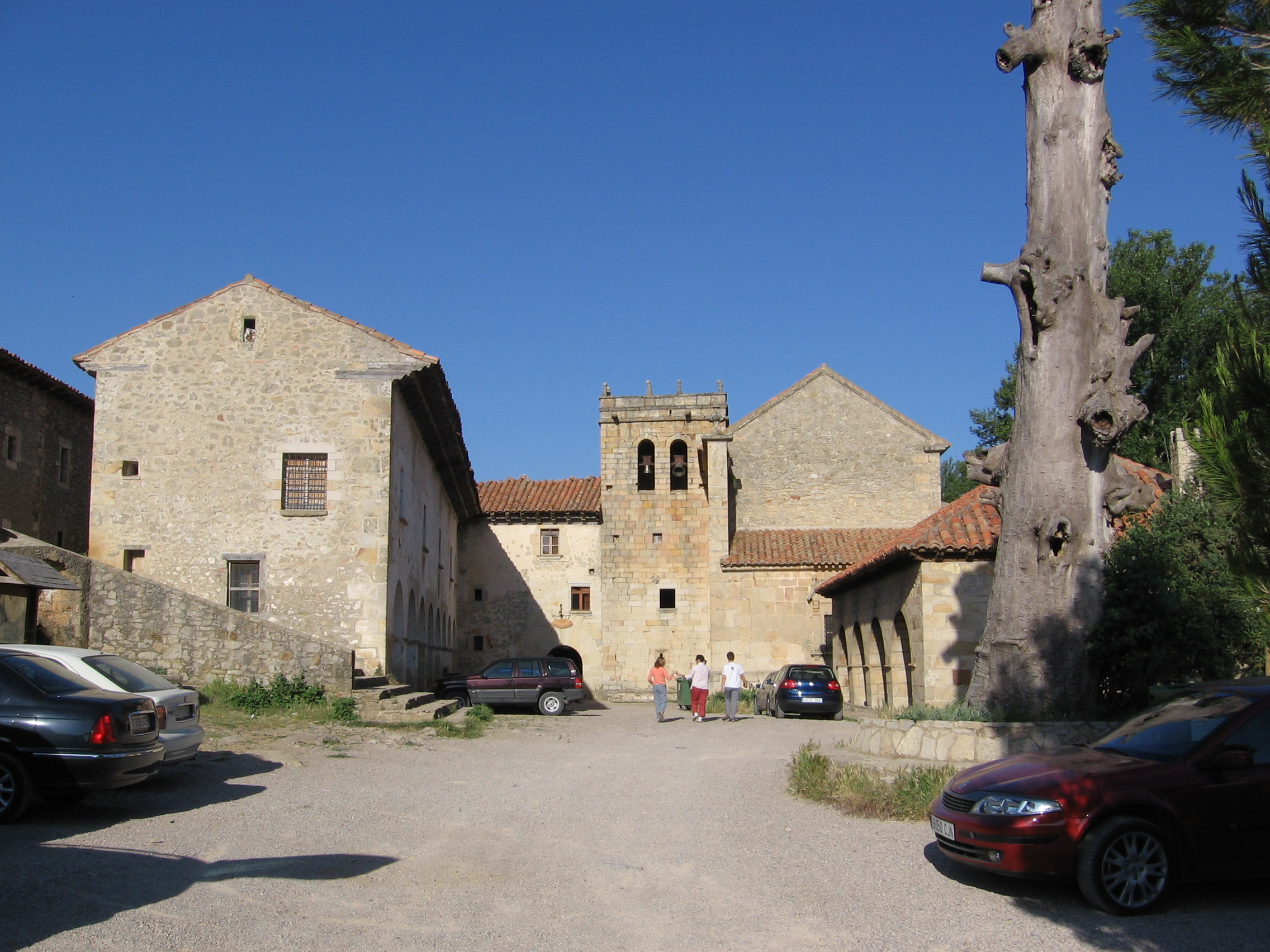
Johannis-Wallfahrtskirche
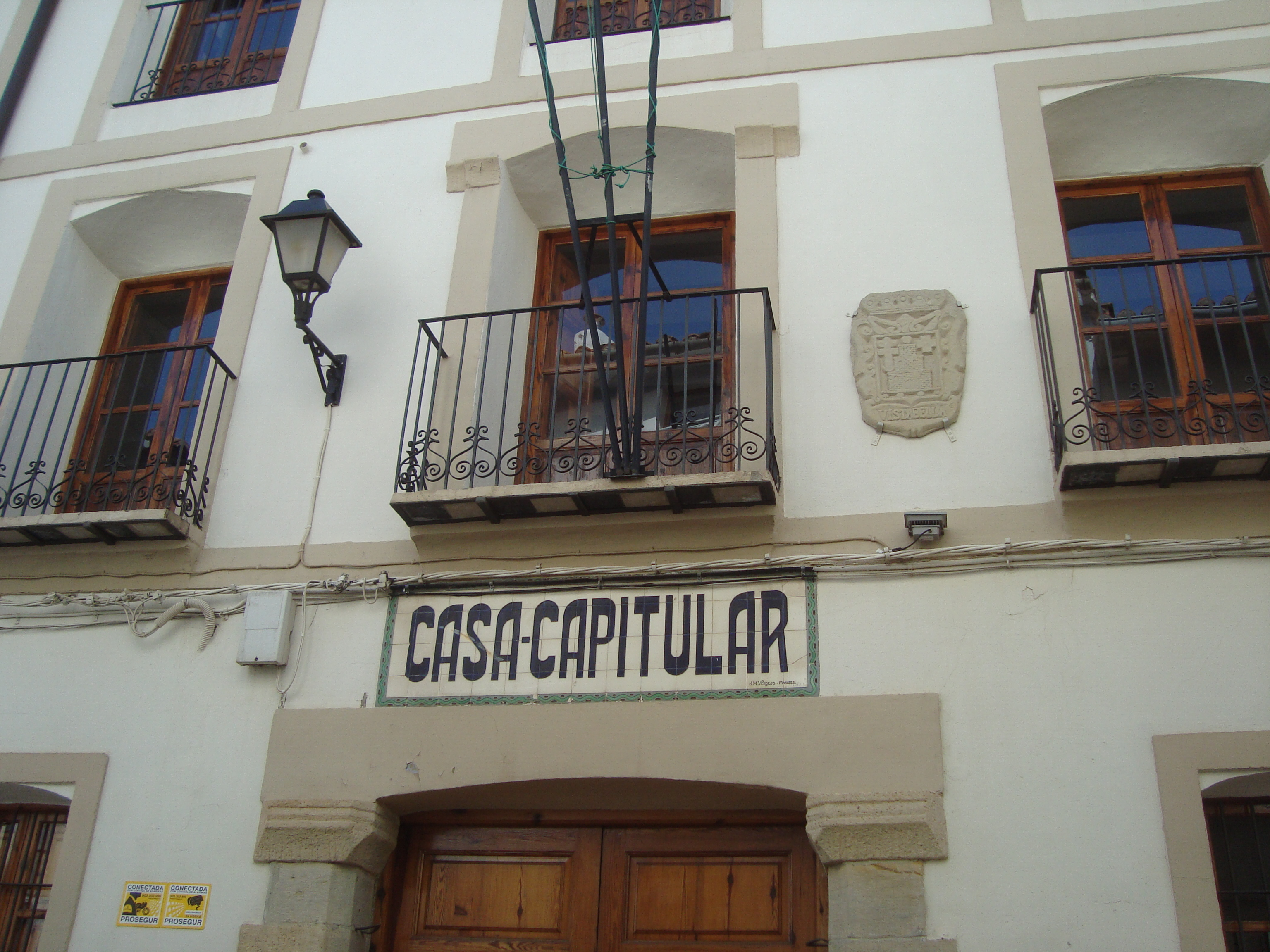
Rathaus

- Kirche Mariä Himmelfahrt
- Marienkapelle
- Johannis-Wallfahrtskirche
- Rathaus